# Ryfampicyna
Ryfampicyna, rifampicyna (INN: rifampicin; skrót: RMP; ATC: J04 AB02) – półsyntetyczny antybiotyk ansamycynowy o działaniu bakteriobójczym, stosowany w leczeniu zakażeń wrażliwymi drobnoustrojami, w tym: prątkiem gruźlicy i prątkiem trądu.

## Mechanizm działania
Mechanizm działania rifampicyny polega na blokowaniu bakteryjnej polimerazy RNA poprzez trwałe wiązanie się z jej podjednostką β i uniemożliwianie wybiórczo utworzenie pierwszego wiązania fosfodiestrowego. Zablokowanie tego enzymu uniemożliwia syntetyzowanie bakteryjnego RNA i w konsekwencji wstrzymuje syntezę białek, replikację DNA i podział komórki.

## Wskazania
Leczenie:
- gruźlicy (lek pierwszego rzutu)
- trądu
- zakażeń gronkowcem metycylinoopornym
- bakteryjnego zapalenia wsierdzia opornymi szczepami Staphylococcus epidermidis (w skojarzeniu z wankomycyną)
- legionellozy (w skojarzeniu z erytromycyną)
- zapalenie szpiku i kości
- nosicielstwa dwoinki zapalenia opon mózgowo-rdzeniowych i Haemophilus influenzae typu b.

Lek może być podawany doustnie lub dożylnie. Cząsteczka jest silnie lipofilna dzięki czemu jest dobrze wchłaniana i wolno eliminowana z organizmu. Czas połowicznej eliminacji wynosi ok. 16 godzin. Dobrze przenika do tkanek: penetruje do wnętrza zastawek serca i leukocytów. W stanie zapalnym przekracza barierę krew-mózg.
Wykazuje synergizm z aminoglikozydami.

## Spektrum działania
Rifampicyna wykazuje aktywność bakteriobójczą wobec:
- paciorkowców (np. wobec paciorkowca ropotwórczego, paciorkowca zapalenia płuc i paciorkowca kałowego)
- meningokoków
- dwoinki rzeżączki
- gronkowca złocistego
- prątka gruźlicy
- prątka trądu

## Przeciwwskazania
- ciężka niewydolność wątroby/żółtaczka
- nadwrażliwość na lek i leki pokrewne
- porfiria
- ostrożnie: u alkoholików i w niewydolności nerek

## Działania niepożądane
Często spotykane niepożądane efekty stosowania rifampicyny obejmują: gorączkę, zaburzenia żołądkowo-jelitowe i wysypkę.
Rifampicyna może upośledzić czynność wątroby, prowadząc do żółtaczki.
Płyny ustrojowe – łzy, mocz i nasienie – mogą zabarwić się na pomarańczowo.

## Interakcje lekowe
Rifampicyna zwiększa aktywność cytochromu P450, co prowadzi do szybszego metabolizmu niektórych leków i, co za tym idzie, skrócenia i osłabienia ich działania, np. zmniejsza skuteczność tabletek antykoncepcyjnych.

## Dawkowanie
Ściśle według wskazań lekarza. Wymagane wykonywanie badań czynności wątroby i obrazu krwi.

## Synergizm
W badaniu z 2015 roku dowiedziono, iż ryfampicyna wykazywała silniejsze działanie przeciwko gronkowcowi złocistemu (Staphylococcus auerus), jak i prątkom gruźlicy (Mycobacterium tuberculosis), gdy była podawana z witaminą C. Wartość MIC ulegała zmniejszeniu o połowę w przypadku S. aureus. Do badania używano zarówno szczepów gronkowca wrażliwych, jak i opornych na metycylinę (MRSA). Stężenie roztworów witaminy C użytych w badaniu nie przekraczało 40 mg/ml.

## Preparaty handlowe
Preparaty handlowe dostępne w Polsce:
- Rifampicin
- Rifamazid (preparat złożony z izoniazydem)